# Ogdensburg (Wisconsin)
Ogdensburg es una villa ubicada en el condado de Waupaca en el estado estadounidense de Wisconsin. En el Censo de 2010 tenía una población de 185 habitantes y una densidad poblacional de 70,65 personas por km².

## Geografía
Ogdensburg se encuentra ubicada en las coordenadas 44°27′26″N 89°1′28″O / 44.45722, -89.02444. Según la Oficina del Censo de los Estados Unidos, Ogdensburg tiene una superficie total de 2.62 km², de la cual 2.48 km² corresponden a tierra firme y (5.24%) 0.14 km² es agua.

## Demografía
Según el censo de 2010, había 185 personas residiendo en Ogdensburg. La densidad de población era de 70,65 hab./km². De los 185 habitantes, Ogdensburg estaba compuesto por el 96.22% blancos, el 0% eran afroamericanos, el 1.08% eran amerindios, el 1.62% eran asiáticos, el 0% eran isleños del Pacífico, el 0% eran de otras razas y el 1.08% pertenecían a dos o más razas. Del total de la población el 0% eran hispanos o latinos de cualquier raza.